# Сано, Дзюнъя
Дзюнъя Сано (яп. 佐野 淳哉; род. 9 января 1982 в Симидзу, Япония) — японский профессиональный шоссейный велогонщик, выступающий за континентальную команду «Matrix Powertag». Чемпион Японии 2014 года в групповой гонке.

## Достижения
2009
Чемпионат Азии
5-й Групповая гонка
6-й Индивидуальная гонка
2010
1-й Этап 2 Тур Кумано
2-й Тур Хоккайдо
3-й Вуэльта Леона
3-й Тур Окинавы
2011
1-й Этап 3 Тур Хоккайдо
2-й Чемпионат Японии в индивид. гонке
3-й Кубок Японии
3-й Тур Окинавы
3-й Тур Тайваня
2012
2-й Чемпионат Японии в индивид. гонке
3-й Тур Гваделупы
2014
Чемпионат Японии
1-й  Групповая гонка
2-й Индивидуальная гонка
2015
5-й Чемпионат Азии в индивид. гонке
2016
2-й Чемпионат Японии в индивид. гонке
2017
1-й Тур Окинавы
2-й Чемпионат Японии в индивид. гонке
2018
1-й Этап 3 Тур Кумано
2-й Чемпионат Японии в групповой гонке